# Ketchikan Gateway megye
Ketchikan Gateway megye az Amerikai Egyesült Államok, Alaszka államának egyik megyéje. Székhelye Ketchikan, legnagyobb városa Ketchikan. Lakosainak száma 13 948 fő (2020. április 1.). Ketchikan Gateway megye Wrangell, Prince of Wales-Hyder Census Area és Regional District of Kitimat-Stikine megyékkel határos.

## Népesség
A megye népességének változása:
| Lakosok száma | 13 542 | 13 669 | 13 742 | 13 729 | 13 709 | 13 948 |
|               | 2010   | 2011   | 2012   | 2013   | 2015   | 2020   |